# Haberská stezka
Haberská stezka byla jednou z hlavních středověkých obchodních cest spojujících Čechy a Moravu. Pojmenována byla podle vsi Habry, která na ní ležela.
Stezka vycházela z Kolína, vedla přes Čáslav, Habry, Brod, Jihlavu, Brtnici a kolem Třebíče do Znojma.
Jako „starobylá haberská stezka“ byl zmiňován i úsek, který vedl z Prahy přes Hrdlořezy na Kolín.
Sám pojem „Haberské stezky“ je zásadně zpochybněn v odborné literatuře.
V 17. století se kolem této stezky potulovala tlupa lapků a lupičů v čele s lupičem Graselem.